# Aaron Clark
Pour les articles homonymes, voir Clark.
Aaron Clark (né le 16 octobre 1787 au Massachusetts, mort le 2 août 1839) est un homme politique américain qui a été maire de New York entre 1837 et 1839. Deuxième maire élu de la ville après Cornelius Van Wyck Lawrence, il était membre du Parti whig.